# Muczne
Muczne (Muchne) es una villa en el sureste de Polonia, en el voivodato de Subcarpacia, condado de Bieszczady, en el valle del arroyo Muczny. Tiene unos 50 habitantes. En la vieja administración de Polonia, (1975-1998) Muczne estuvo situado en el voivodato de Krosno. Mucze estaba en el camino de rieles entre los valles de Wołosate y Trebowiec y terminaba con la estación de Sokoliki Górskie. Antes de la Segunda Guerra Mundial, Mucze fue parte de la villa Dźwiniacz Górny. En 1944 tropas del Ejército Insurgente de Ucrania hicieron un raid en la villa, matando a 70 personas. Finalmente, luego de la guerra, la villa fue abandonada y las casas quemadas. 
En 1970 había un pequeño lugar para trabajadores y en 1975 el área fue tomada por miembros del Consejo de Ministros. Luego, Muczne fue transformado en una zona de granjas y para la caza, regenteado por el Estado.
Era una zona donde los líderes del Partido Comunista iban a vacacionar y esparcirse. Se dice que el PM de Polonia, Piotr Jaorszewicz iba de cacería y que capturó un oso que ahora se encuentra en el Museo del Parque nacional Bieszczady. Entre sus visitantes ilustres, figuran: Edward Gierek, Josip Broz Tito y Abdoreza Pahlavi. Durante muchos años, Muczne fue conocido como Kazimierzowo en honor al coronel Kazimierz Doskoczyński quien fue la cabeza del estado Arłamów.
Hoy en día, es una zona donde acercarse a la naturaleza. En pleno bosque, se pueden ver en los alrededores lobos y osos salvajes. Que se han transformado en símbolos de la zona. Las montañas son perfectas para paseos en verano y escaladas en épocas más frías. En la zona se lo llama "el corazón de las montanas Bieszczady".